# Europeada 2012
L' Europeada 2012 è stata la 2ª edizione dell'omonimo torneo organizzato dalla FUEN.

## Fase a gironi

### Gruppo A
| Pos | Squadra                                 | G | V | N | P | GF | GS | DG  | Pt | Risultato                        |
| --- | --------------------------------------- | - | - | - | - | -- | -- | --- | -- | -------------------------------- |
| 1   | Minoranza slovena in Carinzia           | 3 | 2 | 1 | 0 | 9  | 1  | +8  | 7  | Qualificata alla fase successiva |
| 2   | Selezione sorba                         | 3 | 2 | 0 | 1 | 12 | 4  | +8  | 6  |                                  |
| 3   | Minoranza tedesca in Polonia            | 3 | 1 | 1 | 1 | 7  | 5  | +2  | 4  |                                  |
| 4   | Unione estone delle minoranze nazionali | 3 | 0 | 0 | 3 | 0  | 18 | −18 | 0  |                                  |

|  | Selezione sorba | 4 – 3 | Minoranza tedesca in Polonia |  |

|  | Minoranza slovena in Carinzia | 7 – 0 | Unione estone delle minoranze nazionali |  |

|  | Minoranza slovena in Carinzia | 1 – 0 | Selezione sorba |  |

|  | Minoranza tedesca in Polonia | 3 – 0 | Unione estone delle minoranze nazionali |  |

|  | Selezione sorba | 8 – 0 | Unione estone delle minoranze nazionali |  |

|  | Minoranza slovena in Carinzia | 1 – 1 | Minoranza tedesca in Polonia |  |

### Gruppo B
| Pos | Squadra                        | G | V | N | P | GF | GS | DG  | Pt | Risultato                        |
| --- | ------------------------------ | - | - | - | - | -- | -- | --- | -- | -------------------------------- |
| 1   | Minoranza romanì in Ungheria   | 3 | 2 | 1 | 0 | 13 | 1  | +12 | 7  | Qualificata alla fase successiva |
| 2   | Minoranza tedesca in Russia    | 3 | 2 | 1 | 0 | 13 | 2  | +11 | 7  |                                  |
| 3   | Minoranza slovacca in Ungheria | 3 | 1 | 0 | 2 | 3  | 9  | −6  | 3  |                                  |
| 4   | Rezia                          | 3 | 0 | 0 | 3 | 0  | 17 | −17 | 0  |                                  |

1. 1 2  Minoranza romanì in Ungheria qualificata per la migliore differenza reti (+12) rispetto alla Minoranza tedesca in Russia (+11).

|  | Minoranza romanì in Ungheria | 1 – 1 | Minoranza tedesca in Russia |  |

|  | Minoranza slovacca in Ungheria | 2 – 0 | Rezia |  |

|  | Minoranza romanì in Ungheria | 9 – 0 | Rezia |  |

|  | Minoranza tedesca in Russia | 6 – 1 | Minoranza slovacca in Ungheria |  |

|  | Minoranza romanì in Ungheria | 3 – 0 | Minoranza slovacca in Ungheria |  |

|  | Minoranza tedesca in Russia | 6 – 0 | Rezia |  |

### Gruppo C
| Pos | Squadra                               | G | V | N | P | GF | GS | DG  | Pt | Risultato                        |
| --- | ------------------------------------- | - | - | - | - | -- | -- | --- | -- | -------------------------------- |
| 1   | Minoranza croata in Serbia            | 3 | 3 | 0 | 0 | 17 | 2  | +15 | 9  | Qualificata alla fase successiva |
| 2   | Selezione ladina                      | 3 | 1 | 1 | 1 | 3  | 7  | −4  | 4  |                                  |
| 3   | Frisia settentrionale                 | 3 | 1 | 0 | 2 | 2  | 7  | −5  | 3  |                                  |
| 4   | Minoranza turca in Tracia occidentale | 3 | 0 | 1 | 2 | 3  | 9  | −6  | 1  |                                  |

|  | Minoranza croata in Serbia | 6 – 2 | Minoranza turca in Tracia occidentale |  |

|  | Selezione ladina | 2 – 0 | Frisia settentrionale |  |

|  | Minoranza croata in Serbia | 6 – 0 | Selezione ladina |  |

|  | Frisia settentrionale | 2 – 0 | Minoranza turca in Tracia occidentale |  |

|  | Minoranza croata in Serbia | 5 – 0 | Frisia settentrionale |  |

|  | Selezione ladina | 1 – 1 | Minoranza turca in Tracia occidentale |  |

### Gruppo D
| Pos | Squadra                        | G | V | N | P | GF | GS | DG  | Pt | Risultato                        |
| --- | ------------------------------ | - | - | - | - | -- | -- | --- | -- | -------------------------------- |
| 1   | Südtirol                       | 2 | 2 | 0 | 0 | 11 | 0  | +11 | 6  | Qualificata alla fase successiva |
| 2   | Selezione carachai             | 2 | 1 | 0 | 1 | 2  | 3  | −1  | 3  |                                  |
| 3   | Minoranza tedesca in Ungheria  | 2 | 0 | 0 | 2 | 0  | 10 | −10 | 0  |                                  |
| 4   | Minoranza tedesca in Danimarca | 0 | 0 | 0 | 0 | 0  | 0  | 0   | 0  | ritirata                         |

|  | Südtirol | 8 – 0 | Minoranza tedesca in Ungheria |  |

|  | Südtirol | 3 – 0 | Selezione carachai |  |

|  | Selezione carachai | 2 – 0 | Minoranza tedesca in Ungheria |  |

### Gruppo E
| Pos | Squadra                      | G | V | N | P | GF | GS | DG | Pt | Risultato                        |
| --- | ---------------------------- | - | - | - | - | -- | -- | -- | -- | -------------------------------- |
| 1   | Occitania                    | 3 | 3 | 0 | 0 | 11 | 2  | +9 | 9  | Qualificata alla fase successiva |
| 2   | Minoranza danese in Germania | 3 | 2 | 0 | 1 | 10 | 6  | +4 | 6  |                                  |
| 3   | Selezione cimbra             | 3 | 1 | 0 | 2 | 5  | 10 | −5 | 3  |                                  |
| 4   | Selezione gallese            | 3 | 0 | 0 | 3 | 5  | 13 | −8 | 0  |                                  |

|  | Minoranza danese in Germania | 5 – 2 | Selezione cimbra |  |

|  | Occitania | 5 – 2 | Selezione gallese |  |

|  | Minoranza danese in Germania | 5 – 3 | Selezione gallese |  |

|  | Occitania | 5 – 0 | Selezione cimbra |  |

|  | Occitania | 1 – 0 | Minoranza danese in Germania |  |

|  | Selezione cimbra | 3 – 0 | Selezione gallese |  |

### Classificazione delle seconde
| Pos | Gr | Squadra                      | G | V | N | P | GF | GS | DG  | Pt | Risultato                        |
| --- | -- | ---------------------------- | - | - | - | - | -- | -- | --- | -- | -------------------------------- |
| 1   | B  | Minoranza tedesca in Russia  | 3 | 2 | 1 | 0 | 13 | 2  | +11 | 7  | Qualificate alla fase successiva |
| 2   | A  | Selezione sorba              | 3 | 2 | 0 | 1 | 12 | 4  | +8  | 6  | Qualificate alla fase successiva |
| 3   | E  | Minoranza danese in Germania | 3 | 2 | 0 | 1 | 10 | 6  | +4  | 6  | Qualificate alla fase successiva |
| 4   | C  | Selezione ladina             | 3 | 1 | 1 | 1 | 3  | 7  | −4  | 4  |                                  |
| 5   | D  | Selezione carachai           | 2 | 1 | 0 | 1 | 2  | 3  | −1  | 3  |                                  |

## Fase a eliminazione diretta

### Tabellone
|  | Quarti di finale              | Quarti di finale              | Quarti di finale                   |                                    |                               | Semifinali                    | Semifinali                    | Semifinali |                            |                            | Finale          | Finale          | Finale |  |
|  |                               |                               |                                    |                                    |                               |                               |                               |            |                            |                            |                 |                 |        |  |
|  | Minoranza croata in Serbia    | Minoranza croata in Serbia    | 3                                  |                                    |                               |                               |                               |            |                            |                            |                 |                 |        |  |
|  | Minoranza croata in Serbia    | Minoranza croata in Serbia    | 3                                  |                                    |                               |                               |                               |            |                            |                            |                 |                 |        |  |
|  | Minoranza tedesca in Russia   | Minoranza tedesca in Russia   | 1                                  |                                    |                               |                               |                               |            |                            |                            |                 |                 |        |  |
|  | Minoranza tedesca in Russia   | Minoranza tedesca in Russia   | 1                                  |                                    | Minoranza croata in Serbia    | Minoranza croata in Serbia    | 0                             |            |                            |                            |                 |                 |        |  |
|  |                               |                               |                                    |                                    | Minoranza croata in Serbia    | Minoranza croata in Serbia    | 0                             |            |                            |                            |                 |                 |        |  |
|  |                               |                               | Südtirol                           | Südtirol                           | 4                             |                               |                               |            |                            |                            |                 |                 |        |  |
|  | Südtirol                      | Südtirol                      | Südtirol                           | Südtirol                           | 4                             | 3                             |                               |            |                            |                            |                 |                 |        |  |
|  | Südtirol                      | Südtirol                      |                                    |                                    |                               |                               |                               |            |                            |                            |                 |                 |        |  |
|  | Occitania                     | Occitania                     | 0                                  |                                    |                               |                               |                               |            |                            |                            |                 |                 |        |  |
|  | Occitania                     | Occitania                     | 0                                  |                                    | Südtirol                      | Südtirol                      | 3                             |            |                            |                            |                 |                 |        |  |
|  |                               |                               |                                    |                                    |                               |                               |                               |            |                            |                            |                 |                 |        |  |
|  |                               |                               | Minoranza romanì in Ungheria       | Minoranza romanì in Ungheria       | 1                             |                               |                               |            |                            |                            |                 |                 |        |  |
|  | Minoranza slovena in Carinzia | Minoranza slovena in Carinzia | Minoranza romanì in Ungheria       | Minoranza romanì in Ungheria       | 1                             | 5                             |                               |            |                            |                            |                 |                 |        |  |
|  | Minoranza slovena in Carinzia | Minoranza slovena in Carinzia |                                    |                                    |                               | 5                             |                               |            |                            |                            |                 |                 |        |  |
|  | Minoranza danese in Germania  | Minoranza danese in Germania  | 0                                  |                                    |                               |                               |                               |            |                            |                            |                 |                 |        |  |
|  | Minoranza danese in Germania  | Minoranza danese in Germania  | 0                                  |                                    | Minoranza slovena in Carinzia | Minoranza slovena in Carinzia | 0 (5)                         |            |                            | Finale 3º posto            | Finale 3º posto | Finale 3º posto |        |  |
|  |                               |                               |                                    |                                    | Minoranza slovena in Carinzia | Minoranza slovena in Carinzia | 0 (5)                         |            |                            |                            |                 |                 |        |  |
|  |                               |                               | Minoranza romanì in Ungheria (dtr) | Minoranza romanì in Ungheria (dtr) | 0 (6)                         |                               |                               |            |                            |                            |                 |                 |        |  |
|  | Minoranza romanì in Ungheria  | Minoranza romanì in Ungheria  | Minoranza romanì in Ungheria (dtr) | Minoranza romanì in Ungheria (dtr) | 0 (6)                         | 1                             |                               |            | Minoranza croata in Serbia | Minoranza croata in Serbia | 1               |                 |        |  |
|  | Minoranza romanì in Ungheria  | Minoranza romanì in Ungheria  |                                    |                                    |                               |                               |                               |            | Minoranza croata in Serbia | Minoranza croata in Serbia | 1               |                 |        |  |
|  | Selezione sorba               | Selezione sorba               | 0                                  |                                    |                               | Minoranza slovena in Carinzia | Minoranza slovena in Carinzia | 0          |                            |                            |                 |                 |        |  |

### Quarti di finale
| 21 giugno 2012 | Minoranza croata in Serbia | 3 – 1 | Minoranza tedesca in Russia |  |

| 21 giugno 2012 | Südtirol | 3 – 0 | Occitania |  |

| 21 giugno 2012 | Minoranza slovena in Carinzia | 5 – 0 | Minoranza danese in Germania |  |

| 21 giugno 2012 | Minoranza romanì in Ungheria | 1 – 0 | Selezione sorba |  |

### Semifinali
| 22 giugno 2012 | Minoranza croata in Serbia | 0 – 4 | Südtirol |  |

| 22 giugno 2012                               | Minoranza slovena in Carinzia | 0 – 0 | Minoranza romanì in Ungheria |  |
| \| \| \| \| \| \| Tiri di rigore 5 – 6 \| \| |                               |       |                              |  |
|                                              |                               |       |                              |  |
|                                              | Tiri di rigore 5 – 6          |       |                              |  |

### Finale 3º posto
| 23 giugno 2012 | Minoranza croata in Serbia | 1 – 0 | Minoranza slovena in Carinzia |  |

### Finale
| 23 giugno 2012 | Südtirol | 3 – 1 | Minoranza romanì in Ungheria |  |